# 1283
Високе Середньовіччя •  Реконкіста •  Ганза •  Монгольська імперія

## Геополітична ситуація
Андронік II Палеолог є імператором Візантійської імперії (до 1328), а Рудольф I королем Німеччини (до 1291). У Франції править Філіп III Сміливий (до 1285).
Апеннінський півострів розділений: північ належить Священній Римській імперії, середню частину займає Папська область, південь належить Неаполітанському королівству. Деякі міста півночі: Венеція, Піза, Генуя тощо, мають статус міст-республік.
Майже весь Піренейський півострів займають християнські Кастилія (Леон, Астурія, Галісія), Наварра, Арагонське королівство (Арагон, Барселона) та Португалія, під владою маврів залишилися тільки землі на самому півдні. Едуард I Довгоногий є королем Англії (до 1307), Вацлав II — Богемії (до 1305), а королем Данії — Ерік V (до 1286).
Руські землі перебувають під владою Золотої Орди. Король Русі Лев Данилович править у Києві та Галичі (до 1301), Роман Михайлович Старий — у Чернігові (до 1288), Дмитро Олександрович Переяславський — у Володимиро-Суздальському князівстві (до 1294). На чолі королівства Угорщина стоїть Ласло IV Кун (до 1290). У Великопольщі княжить Пшемисл II (до 1296).
Монгольська імперія займає більшу частину Азії, але вона розділена на окремі улуси, що воюють між собою. У Китаї, зокрема, править монгольська династія Юань. У Єгипті владу утримують мамлюки. Невеликі території на Близькому Сході залишаються під владою хрестоносців. Мариніди правлять у Магрибі. Делійський султанат є наймогутнішою державою Північної Індії, а на півдні Індії панують держава Хойсалів та держава Пандья. В Японії триває період Камакура.
Цивілізація мая переживає посткласичний період. Почала зароджуватися цивілізація ацтеків.

## Події
- Митрополитом Київським став грек Максим.
- На престол Володимиро-Суздальсокого князівства повернувся Дмитро Олександрович Переяславський. Брат Андрій Олександрович Городецький поступився йому після примирення.
- Рудольф II змушено поступився своїми правами на землі в Австрії своєму брату Альбрехту.
- У боротьбі за Сицилійське королівство флот арагонського полководця Руджеро Лаурія завдав поразки анжуйцям поблизу берегів Мальти.
- Англійський король Едуард I Довгоногий завоював Уельс. Правителя Уельсу Девіда ап Грифіна повішено, випотрошено й четвертовано. Зміцнюючи контроль над завойованими територіями, Едуард Довгоногий почав будувати в Уельсі мережу замків.
- Французький король Філіп III Сміливий заборонив євреям селитися в маленьких містах, що призвело до масової еміграції.
- Король Богемії Вацлав II увійшов у Прагу, прогнавши звідти бранденбурзького князя Оттона Довгого.
- Тевтонський орден повністю підкорив прусів.
- Війська імператора династії Юань Хубілая напали на державу кхмерів, правитель якої Джаяварман VIII згодився платити данину.
- У Бірмі війська Хубілая підступили до столиці, міста Паган.
- Раймунд Луллій написав роман «Бланкерна», перший значний твір каталанською мовою.

## Померли
- Йосип I (патріарх Константинопольський)